# Adlerauge, der tapfere Sioux
Adlerauge, der tapfere Sioux ist ein US-amerikanischer Western aus dem Jahr 1949 von Frank McDonald mit Alan Curtis in der Titelrolle. Der Film wurde von Lippert Pictures, Inc. produziert.

## Handlung
Eine Gruppe von Apachen unter Graue Wolke greift zwei Wagen mit Siedlern an. Bei dem Kampf werden alle Siedler getötet. Auch Graue Wolke ist tödlich verwundet, kann aber seinem Sohn Schwarzer Wolf noch das Versprechen abringen, die Weißen zu bekämpfen. Im Indianerdorf berichten Schwarzer Wolf und seine Männer dem Häuptling Große Krähe vom Tode ihres Anführers, behaupten aber, sie seien von den Siedlern angegriffen worden. 
Große Krähe spricht mit seinem Sohn Adlerauge über den Vorfall, der einen Vertrag verletzt, den der Stamm mit Colonel Martin von der US Army geschlossen hat. Lieutenant Brown erreicht mit einer Kavallerieschwadron das Lager. Große Krähe gibt ihm gegenüber die Version von Schwarzer Wolf an. Brown will mit Schwarzer Wolf sprechen, doch der ist nicht im Lager. Watona, Adlerauges Freundin, entlarvt Schwarzer Wolfs Lüge, was dieser auch freimütig gegenüber dem Häuptling zugibt. Der Medizinmann Mohaska soll die Geister befragen für eine angemessene Bestrafung. Mohaska verbannt Schwarzer Wolf in die heiligen Berge, dort soll er fünf Tage ohne Waffen und Nahrung verbringen. Große Krähe nimmt dem Verurteilten das Messer ab und schickt ihn weg. Watona fühlt sich schuldig. Sie bringt Adlerauge dazu, Schwarzer Wolf das Messer zurückzugeben.
Am nächsten Morgen ersticht Schwarzer Wolf einen reisenden Weißen. Er raubt den Toten aus und begegnet danach an einem Fluss Watona. Er schenkt ihr eine goldene Taschenuhr aus der Beute. Watona heftet sich die Uhr an ihr Gewand. Im Lager sehen Martin und Brown die Uhr und befragen Warona, die ihnen sagt, dass die Uhr ein Geschenk von Schwarzer Wolf sei. Große Krähe bittet Martin mit der Verhaftung Schwarzer Wolfs zu warten, bis dieser vom Stamm bestraft worden ist. Martin stimmt zu und verlässt mit seinen Soldaten das Lager. Schwarzer Wolf wird zu einem Spießrutenlauf verurteilt. Danach soll er an Colonel Martin ausgeliefert werden.
Auf dem Weg zum Fort wird Schwarzer Wolf von seinen Anhängern befreit. Wieder werden Siedler überfallen und getötet. Adlerauge erkennt an den Spuren, dass die Überfälle von Schwarzer Wolf und seinen Männern begangen wurden. Er versucht, sich der Gruppe anzuschließen, doch Schwarzer Wolf misstraut ihm und fesselt ihn an einen Felsen. Er will Häuptling des Stammes werden. Er reitet zum Lager, tötet Große Krähe und entführt Watona. Er will Mohaska, nun Anführer des Stammes, zwingen, die Kontrolle an ihn abzutreten. Adlerauge kann sich zur gleichen Zeit befreien und ins Lager zurückkehren. Dort macht ihn Mohaska zum Häuptling. Nun folgt Adlerauge den Spuren zum Versteck von Schwarzer Wolf. In einem Kampf tötet er ihn und befreit Watona.

## Produktion

### Hintergrund
Gedreht wurde der Film von Ende Juli bis Anfang August 1949 auf der Movie Ranch von Ray Corrigan im Simi Valley.
Der deutsche Verleihtitel ist irreführend, da es sich im Film ausschließlich um Indianer vom Stamme der Apachen handelt.

### Stab
Robert Priestley war der Szenenbildner.

### Besetzung
Reed Hadley sprach in der Originalfassung die Einleitung.

## Veröffentlichung
Die Premiere des Films fand am 4. November 1949 statt. In der Bundesrepublik Deutschland kam er am 23. November 1953 in die Kinos.

## Kritiken
Das Lexikon des internationalen Films schrieb: „B-Western, der hinter allen Standards des Genres zurückbleibt.“
Der Kritiker des TV Guide sah eine langweilige Erzählung über zwei rivalisierende Indianerstämme.